# Ginnungagap
W mitologii nordyckiej, Ginnungagap („ziejąca pustka”) – szeroka przepaść, która istniała pomiędzy Niflheimem a Muspelheimem, zanim nastąpiło stworzenie. Na północ od tej przepaści znajdowało się okrutne zimno Niflheimu, a na południe – nieznośne gorąco Muspelheimu. Gdy na początku czasu zimno spotkało żar w Ginnungagap, lód się stopił, a jego krople dały początek życiu w postaci giganta Ymira, który jest ojcem wszystkich Gigantów lodu.